# نادي جبلة (العراق)
نادي جبلة الرياضي هو فريق كرة قدم عراقي مقره في قضاء كوثى، بابل، يلعب في الدوري العراقي الدرجة الثالثة.

## روابط خارجية
- نادي جبلة على Goalzz.com
- أندية العراق - تواريخ التأسيس